# Ratnik-Programm

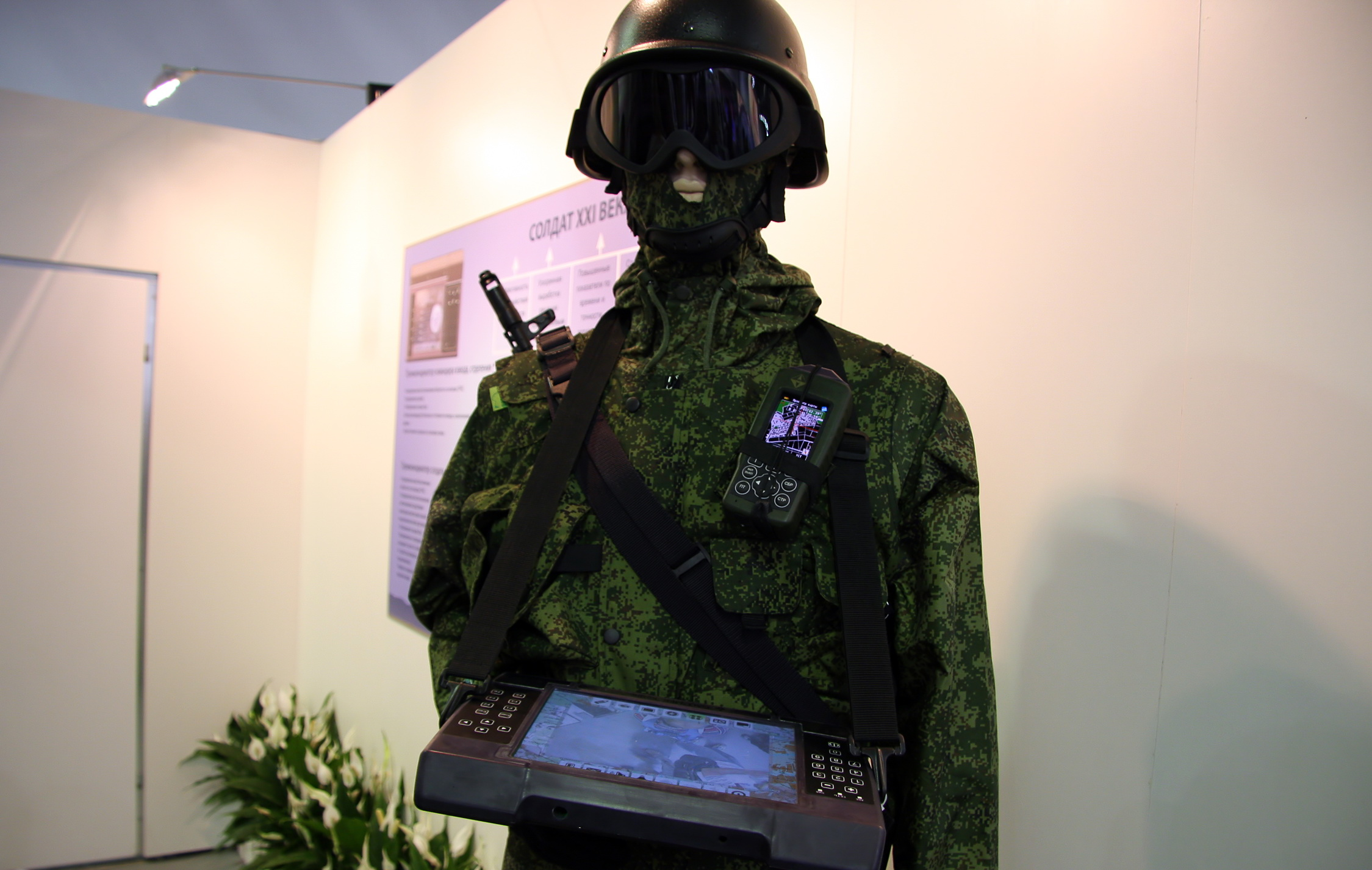
Navigations- und Kontrollsystem

Im Rahmen des Ratnik-Programms (russisch Ратник, Krieger) wird seit 2012 die Ausrüstung der russischen Infanterie modernisiert. Einige Komponenten, einschließlich der Kommunikationssysteme und Nachtsichttechnik, haben bisher erst eine äußerst begrenzte militärische Verbreitung. Es wurde entwickelt, um die Konnektivität und Kampfeffektivität in den russischen Streitkräften zu erhöhen. Zu den Verbesserungen gehören modernisierter Körperschutz, ein Helm mit einem Augenmonitor (Wärmebild, Nachtsichtmonokular, Taschenlampe), Kommunikationssysteme und Kopfhörer.

## Hintergrund
Die NATO begann bereits in den 1990er Jahren mit dem Programm Future Soldier damit, ihre Bodentruppen besser zu schützen und effektiver zu machen. Dies nahm das russische Militär zum Anlass, die Ausrüstung der Infanterie auf zukünftige Gegebenheiten abzustimmen. Das Programm umfasst die Entwicklung neuer Kampfanzüge für verschiedene Klimazonen und persönlicher Feld- und Biwakausrüstung. Besonders im Vordergrund steht die Kommunikation und Informationsbeschaffung auf dem Gefechtsfeld. In erster Linie sollen Spezialeinheiten ausgestattet werden. Insgesamt gehören mehr als 40 einzelne Ausrüstungsgegenstände zum Umfang des Programms.

## Umfang

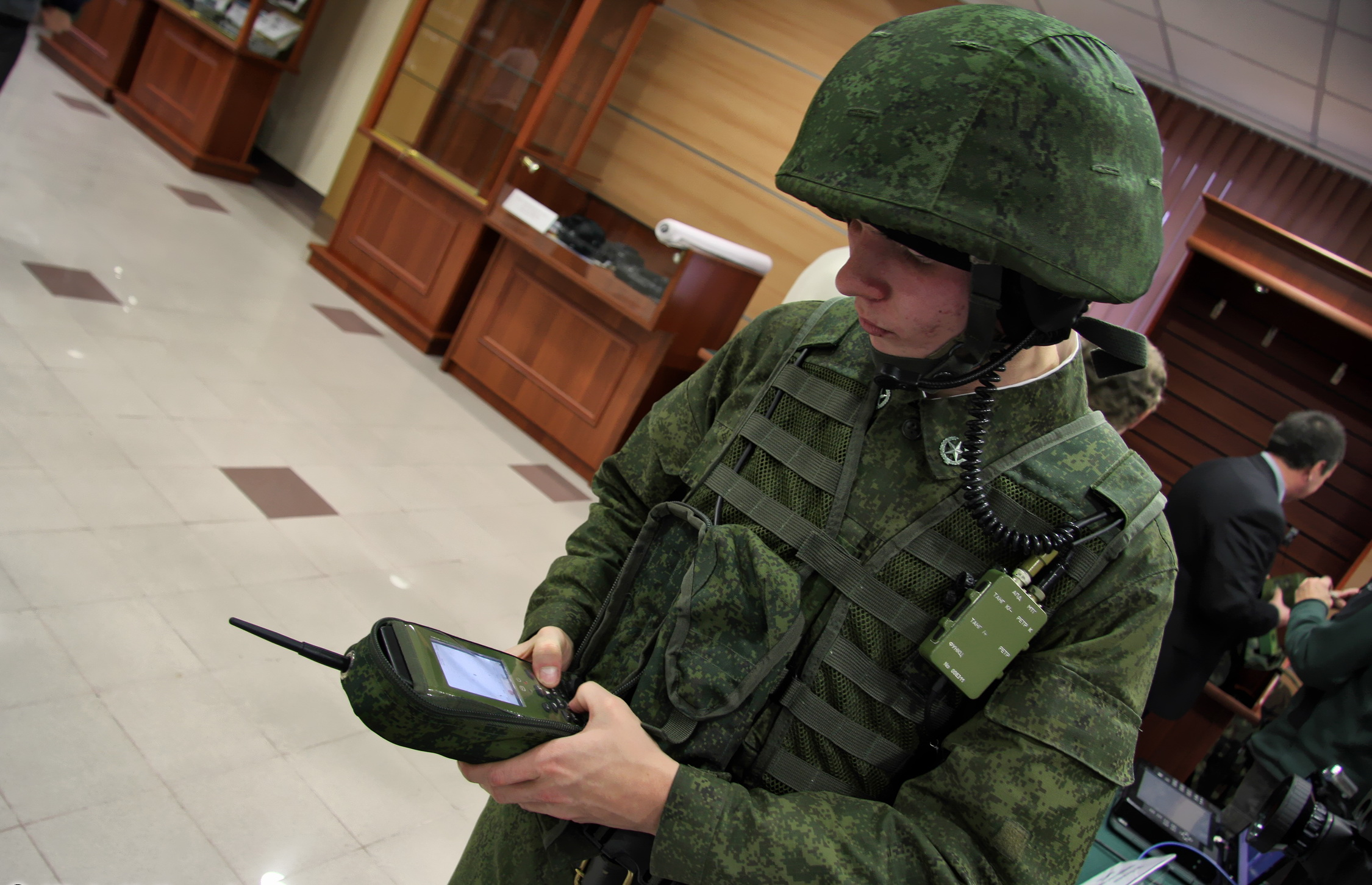
Gefechtskommunikationssystem UNKW-03

- Schutzausrüstung: Schutz vor Geschossen aus Infanteriewaffen und Granatsplittern durch neue Helme, Körperpanzer und beschusshemmende Westen
- Funkausrüstung für verschlüsselte Kommunikation
- elektronische Ortung und Navigation über Satellitensysteme wie GLONASS und GPS
- Nachtsicht- und Wärmebildgeräte, Reflexvisiere
- Freund-/Feinderkennung für Soldaten und Gefechtsfahrzeuge
- Waffen und Munition

| Komponente                                                                          | GRAU-Index | Bild |
| ----------------------------------------------------------------------------------- | ---------- | ---- |
| Beschusshemmende Weste                                                              | 6B45       |      |
| Schutzweste/Trageharnisch                                                           | 6B46       |      |
| Schutzhelm mit Optik-Montage                                                        | 6B47       |      |
| Modulweste/Tragegeschirr                                                            | 6Sch117    |      |
| SDR-Handfunkgerät R-187P1 Azart mit GLONASS Schnittstelle und Sprachverschlüsselung | -          |      |

Einer der wichtigsten Punkte ist der Ersatz des bisherigen Standardsturmgewehrs AK-74. Als neue Standardwaffen sind die AK-103-4 sowie die AK-12 in der näheren Auswahl. Beide sind Weiterentwicklungen der bewährten AK-Reihe, hier jedoch mit Augenmerk auf verbesserte Modularität durch Montageschienen. Eine grundlegend neue Entwicklung (A545) wurde auch vorgesehen, ist aber wegen mangelnder Fertigungskapazitäten des Degtjarjowwerkes in Kowrow ungewiss. Stattdessen soll das Werk in Ischewsk des Kalaschnikowkonzerns (früher bekannt als Ischmasch) die Waffen herstellen.

## Umsetzung
Das Programm wurde auf der MAKS 2011 erstmals öffentlich vorgestellt. Im Folgejahr begann die Truppenerprobung. 2014 waren bereits einige Truppen mit Ratnik-Komponenten ausgestattet. Während der Annexion der Krim durch Russland im Frühjahr 2014 wurden Soldaten mit Ratnik-Ausrüstung gesichtet. Mit jedem Jahr sollten 50.000 weitere Einheiten ausgeliefert werden.
Sotnik ist ein russisches Programm für eine Körperpanzerung mit mehreren beschussfesten Körperplatten für den Oberkörper mit Vollschutzhelm.

## Vergleichbare Programme
- Vereinigte Staaten: Land Warrior
- Deutschland: Infanterist der Zukunft
- Frankreich: FÉLIN